# Japonki

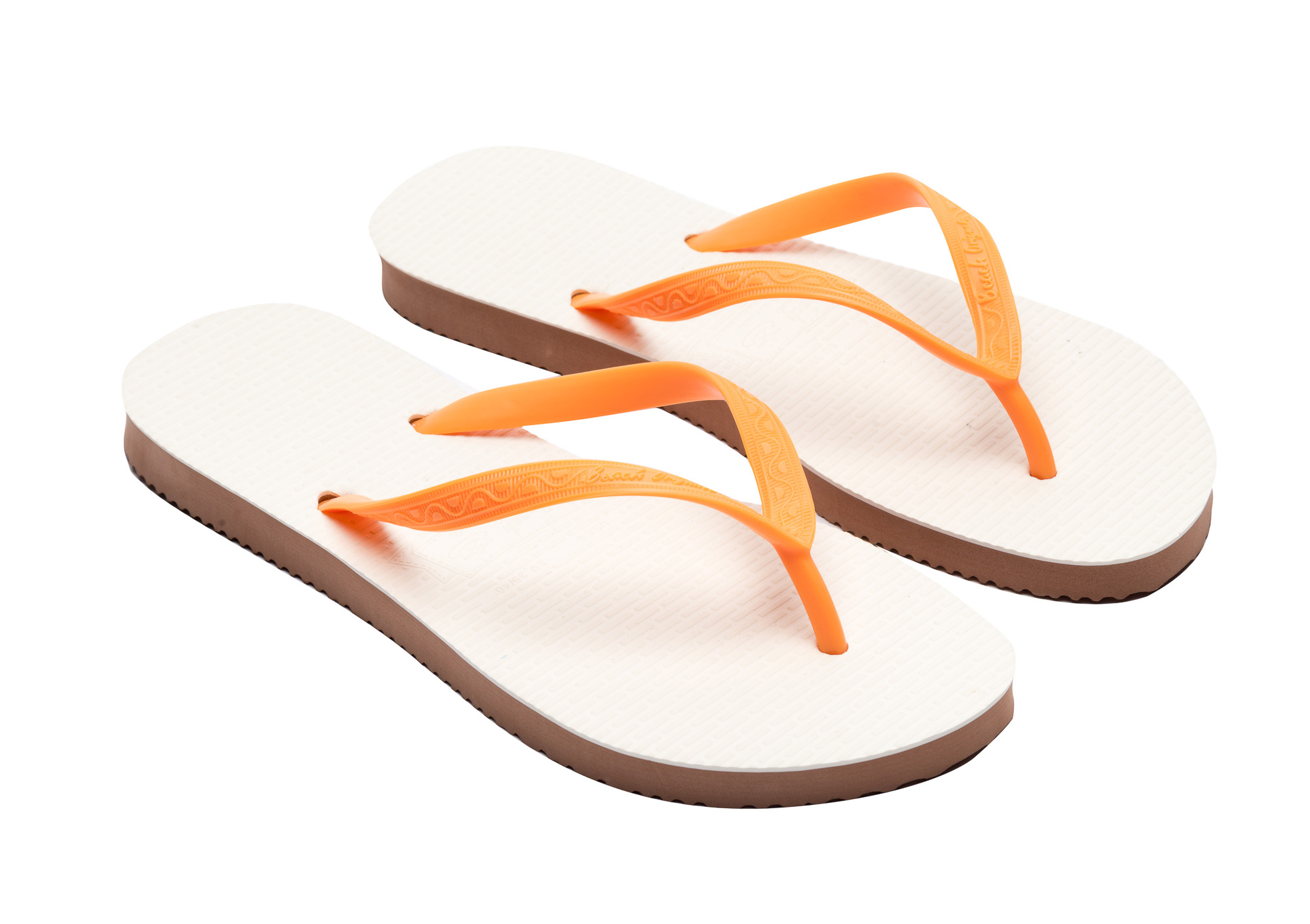
Klasyczne japonki

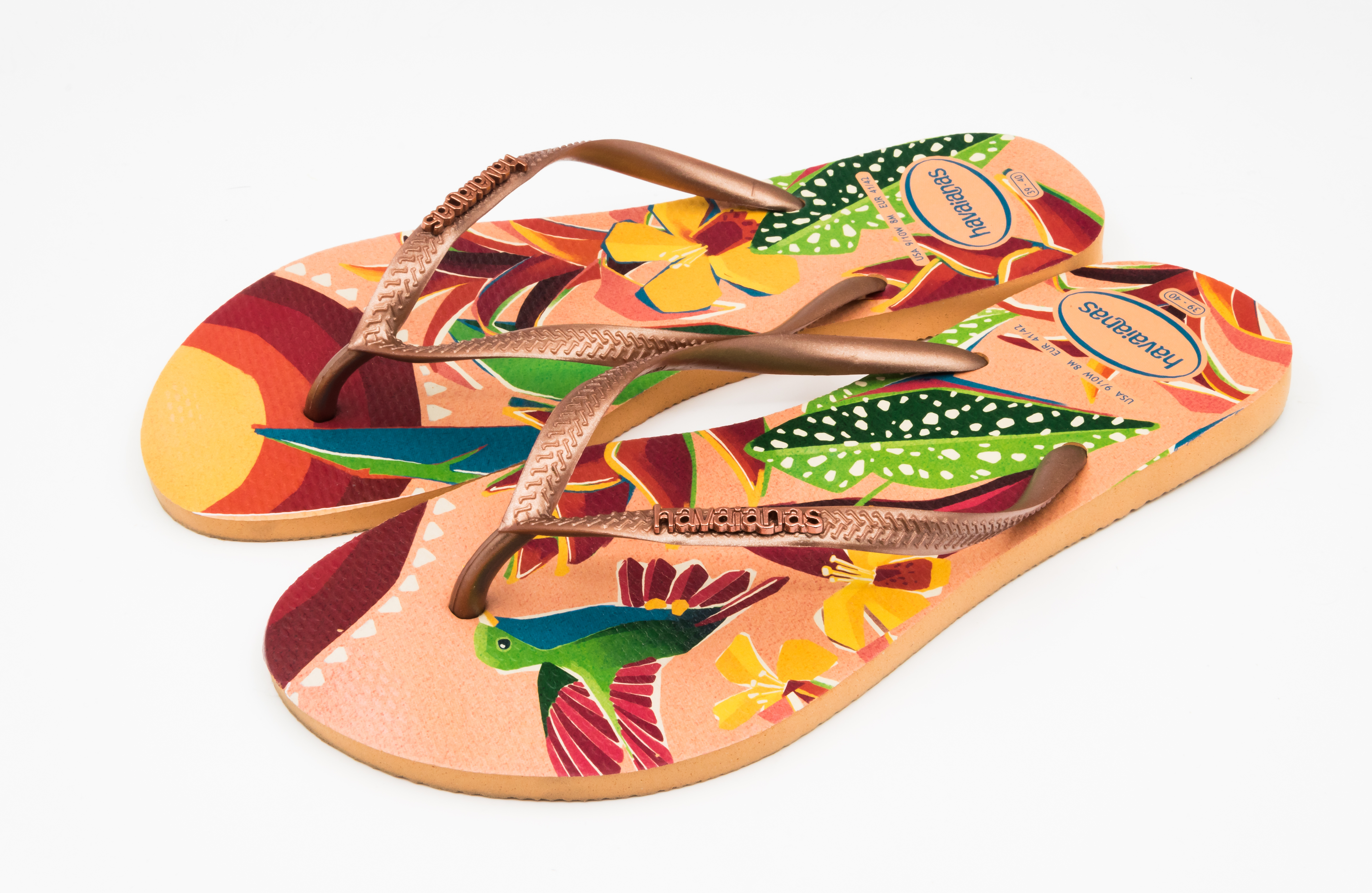
Japonki Havaianas

Japonki – rodzaj obuwia, lekkie sandały lub klapki przytrzymywane na stopie dwoma elastycznymi paskami łączącymi się z przodu i wspólnie mocowanymi do podeszwy obuwia pomiędzy paluchem a palcem drugim. Ich końce są przytwierdzone do tylnej części podeszwy w ten sposób, że paski tworzą kształt litery „Y”. 

## Historia
Sandały o takiej konstrukcji były znane już od czasów starożytnych, wykonywane z rozmaitych materiałów (jak skóra, liście palmowe, drewno), m.in. w Egipcie, Rzymie, Grecji, Chinach, Indiach i Afryce subsaharyjskiej. Różniły się często miejscem mocowania paska, przykładowo Grecy montowali zaczep między pierwszym a drugim palcem nogi, Rzymianie – drugim a trzecim, a mieszkańcy Mezopotamii – trzecim a czwartym. W Japonii podobną konstrukcję mają sandały na koturnie geta, jak i płaskie zōri.
Współczesne japonki wywodzą się prawdopodobnie od tradycyjnych sandałów japońskich zōri, przywiezionych przez amerykańskich żołnierzy z Japonii po II wojnie światowej. Zostały ponownie spopularyzowane jako obuwie wakacyjno-plażowe w Stanach Zjednoczonych w latach 50. XX wieku, znów przez wracających z wojny koreańskiej żołnierzy. Wielką popularność uzyskały w latach 60., gdy zostały skojarzone z kulturą surferów i plażowania w Kalifornii.
W późniejszych latach stały się ważnym elementem stroju nieformalnego. Wykonywane z rozmaitych tworzyw (skóra, gąbka gumowa, guma, tworzywa sztuczne) i w rozmaitych odmianach (od najprostszych, przez sportowe, z profilowaną podeszwą, do wersji na obcasie), czasami bogato zdobione, są noszone do strojów plażowych, ale też do jeansów, letnich sukienek, a nawet do bardziej eleganckich ubrań. W początku XXI wieku przestały być kojarzone wyłącznie ze strojem plażowym, zaczęły się pojawiać jako element kolekcji mody (przeważnie wersje na niewielkim obcasie), zaczęły być także popularyzowane jako męskie obuwie codzienne przez czasopisma takie jak „Vogue”. W Stanach Zjednoczonych stały się bardzo częstym elementem nieformalnego stroju młodych kobiet w okresie letnim, oraz popularnym męskim obuwiem nieformalnym.